# MAVTV 500
Das MAVTV 500 ist ein Automobilrennen der höchsten Kategorie im American Championship Car Racing auf dem Auto Club Speedway in Fontana, Kalifornien, Vereinigte Staaten. Die Veranstaltung fand erstmals 2002 in der Indy Racing League statt. Bis 2005 wurde sie von der in IndyCar Series umbenannten Serie jährlich ausgetragen. 2012 kehrte das Rennen in den Rennkalender der IndyCar Series zurück.

## Geschichte
Die CART-Serie hatte von 1997 bis 2003 ebenfalls eine Veranstaltung auf dem Auto Club Speedway im Rennkalender.

## Ergebnisse
| Auflage | Jahr          | Serie              | Sieger                              | Zweiter                           | Dritter                          | Pole-Position                         | Schnellste Runde                      |
| ------- | ------------- | ------------------ | ----------------------------------- | --------------------------------- | -------------------------------- | ------------------------------------- | ------------------------------------- |
| 1       | 2002          | Indy Racing League | Sam Hornish jr. (Dallara-Chevrolet) | Jaques Lazier (Dallara-Chevrolet) | Laurent Redon (Dallara-Nissan)   | Eddie Cheever (Dallara-Nissan)        | Tomas Scheckter (Dallara-Nissan)      |
| 2       | 2003          | IndyCar Series     | Sam Hornish jr. (Dallara-Chevrolet) | Scott Dixon (G-Force-Toyota)      | Tony Kanaan (Dallara-Honda)      | Hélio Castroneves (Dallara-Toyota)    | Scott Dixon (G-Force-Toyota)          |
| 3       | 2004          | IndyCar Series     | Adrián Fernández (G-Force-Honda)    | Tony Kanaan (Dallara-Honda)       | Dan Wheldon (Dallara-Honda)      | Hélio Castroneves (Dallara-Toyota)    | Vitor Meira (G-Force-Honda)           |
| 4       | 2005          | IndyCar Series     | Dario Franchitti (Dallara-Honda)    | Tony Kanaan (Dallara-Honda)       | Vitor Meira (Panoz-Honda)        | Dario Franchitti (Dallara-Honda)      | Dan Wheldon (Dallara-Honda)           |
|         | 2006 bis 2011 | kein Rennen        | kein Rennen                         | kein Rennen                       | kein Rennen                      | kein Rennen                           | kein Rennen                           |
| 5       | 2012          | IndyCar Series     | Ed Carpenter (Dallara-Chevrolet)    | Dario Franchitti (Dallara-Honda)  | Scott Dixon (Dallara-Honda)      | Marco Andretti (Dallara-Chevrolet)    | Dario Franchitti (Dallara-Honda)      |
| 6       | 2013          | IndyCar Series     | Will Power (Dallara-Chevrolet)      | Ed Carpenter (Dallara-Chevrolet)  | Tony Kanaan (Dallara-Chevrolet)  | Will Power (Dallara-Chevrolet)        | James Hinchcliffe (Dallara-Chevrolet) |
| 7       | 2014          | IndyCar Series     | Tony Kanaan (Dallara-Chevrolet)     | Scott Dixon (Dallara-Chevrolet)   | Ed Carpenter (Dallara-Chevrolet) | Hélio Castroneves (Dallara-Chevrolet) | Will Power (Dallara-Chevrolet)        |